# Indophantes pallidus
Espèce
Indophantes pallidus est une espèce d'araignées aranéomorphes de la famille des Linyphiidae.

## Distribution
Cette espèce est endémique du Tamil Nadu en Inde,. Elle se rencontre de 2 450 à 2 700 m d'altitude dans les Nilgiris.

## Description
Le mâle holotype mesure 2,10 mm et la femelle paratype 2,45 mm.

## Publication originale
- Saaristo & Tanasevitch, 2003 : A new micronetid spider genus from the Oriental Region (Aranei: Linyphiidae: Micronetinae). Arthropoda Selecta, vol. 11, no 4, p. 319-330 (texte intégral)